# Camí de la Mineta de Martorell
El Camí de la Mineta de Martorell és un camí del terme de Reus a la comarca catalana del Baix Camp. També se'l coneix com a Camí de Castellvell o Camí vell de Castellvell.
Surt de la carretera de Reus a Castellvell en direcció nord i passa pel damunt del Pont de Calderons per a trobar-se amb el Camí dels Cinc Ponts i d'allí fer cap a Castellvell. Era, en gran part, l'antic camí de Reus a Castellvell. La Urbanització d'El Pinar ha trasbalsat tot aquell sector, sobretot allà on hi havia la bifurcació on se separava la branca que va a Castellvell de la que va als Cinc Ponts. També se n'hi diu Camí (del Pont) de Calderons. Fins a Castellvell coincideix amb l'antic Camí de Reus a Prades.
La Mineta de Martorell abocava l'aigua en una bassa a l'oest del camí, abans d'arribar al Pont de Calderons. La bassa ara és una piscina de propietat privada. A començaments del segle xx, l'indret era conegut perquè s'hi anaven a fer berenades els dies de festa. D'aquesta mina encara n'agafen aigua a Castellvell.